# A Liverpool FC 2025–2026-os szezonja
A Liverpool FC 2025–2026-os szezonja a csapat 134. idénye a csapat fennállása óta, sorozatban 63. az angol első osztályban. A szezon 2025. július 13-án kezdődött felkészülési mérkőzésekkel, és 2026. májusában ér véget.
Az első tétmérkőzés az angol szuperkupa-döntő lesz augusztus 10-én, ahol a 2025-ös FA-kupagyőztes Crystal Palace FC lesz az ellenfél. 
Az előző szezon bajnokaként az UEFA-bajnokok ligája alapszakaszában indulhatnak.

## Mezek
- Gyártó: Adidas
- Mezszponzorok:
  - 1. Standard Chartered (hivatalos mérkőzéseken) (mellkas)
  - 2. Expedia (bal ujj)

| Hazai mez | Kapusmez |

| Vendég mez |

## Tabella
| Hely. | Csapat            | M | Gy | D | V | G+ | G– | Gk | P |
| ----- | ----------------- | - | -- | - | - | -- | -- | -- | - |
| 10.   | Fulham            | 0 | 0  | 0 | 0 | 0  | 0  | 0  | 0 |
| 11.   | Leeds UnitedÚ     | 0 | 0  | 0 | 0 | 0  | 0  | 0  | 0 |
| 12.   | LiverpoolCV       | 0 | 0  | 0 | 0 | 0  | 0  | 0  | 0 |
| 13.   | Manchester City   | 0 | 0  | 0 | 0 | 0  | 0  | 0  | 0 |
| 14.   | Manchester United | 0 | 0  | 0 | 0 | 0  | 0  | 0  | 0 |